# Violer trist
El violer trist o violer (Matthiola fruticulosa) és una herba perenne que creix en llocs secs i rocallosos de la conca mediterrània, excepte a Còrsega i Sardenya.
És una planta perenne, herbàcia, subllenyosa en la base, amb tiges d'entre 10 i 60 cm d'alçada cobertes de densa pilositat blanca. Les fulles són alternes, oblongues a lineals, de color verd grisenc. Floreix entre principis de primavera i mitjans de l'estiu, formant inflorescències de flors grogues a porpra, pedicel·lades, amb quatre pètals amatents en creu de fins a 3 cm i sèpals de fins a 15 mm. El fruit és una síliqua cilíndrica.